# Ніколь Кідман
Ніко́ль Ме́рі Кі́дман (англ. Nicole Mary Kidman; нар. 20 червня 1967, Гонолулу, Гаваї) — австралійська й американська акторка, співачка, продюсерка, активістка (насильство проти жінок, рак молочної залози), дипломатка. Одна з найвисокооплачуваніших зірок Голлівуду. Лауреатка премії «Оскар» (2003), п'ятиразова лауреатка премії «Золотий глобус» (1996, 2002, 2003, 2018, 2022), дворазова — прайм-тайм премії «Еммі» (2017, продюсерка і акторка мінісеріалу), лауреатка премії Гільдії кіноакторів (2018) та багатьох інших. Володарка кубку Вольпі за найкращу жіночу роль Венеційського міжнародного кінофестивалю (фільм «Хороша погана дівчинка», 2024). Амбасадорка доброї волі ЮНІСЕФ та ООН-Жінки.

## Життєпис
Народилася 20 червня 1967 року в Гонолулу, адміністративному центрі американського штату Гаваї.
Її батьки — Ентоні Девід Кідман та Джанель Енн Макнейл — вихідці з Шотландії та Ірландії, обидва народилися в Австралії.
З чотирьох років Ніколь почала займатися балетом. Захоплення танцями привело її до Австралійського театру для молоді, а потім до Театру Філіп-стріт, де, крім акторського хисту, вдосконалювала вокальні навички і вивчала історію театру.
Після початку кар'єри 16-річної Кідман її мати захворіла раком грудей. У 17 Ніколь взяла паузу від кар'єри та доглядала за матір'ю під час її лікування, пройшла курс масажу, щоб допомогти в реабілітації. В 1984 мати переборола хворобу. Ніколь Кідман також мала підозру на рак в 2004 році.
У фільмі «Дні грому» познайомилась з Томом Крузом, в грудні 1990 одружилася. Завагітніти довго не вдавалося, тож вони всиновили доньку Ізабеллу Джейн Круз (1992 р.н.) та сина Коннора Ентоні Круза (1995 р.н.). В лютому 2001 року Круз раптово подав на розлучення, посилаючись на «непримиренні розбіжності» та попросивши спільну опіку над дітьми. 2015 року колишній керівник Церкви Саєнтології Марк Ратбун заявив у документальному фільмі, що йому доручили «сприяти розриву Круза з Ніколь Кідман». Круз послідовник цієї церкви з 1986 року.
25 червня 2006 року Кідман одружилася з австралійським кантрі-співаком Кітом Урбаном, з яким познайомилася в Лос-Анджелесі в січні 2005 року на події на честь відомих вихідців з Австралії. 2008 року в Нешвіллі народила доньку Сандей Роуз. І далі завагітніти не вдавалося, тому другу біологічну доньку Фейт Маргарет народила 28 грудня 2010 року у Нешвіллі сурогатна мати.
Кідман народилася та виховувалася в ірландській католицькій родині. Вона сповідує католицьке християнство, відвідує Богослужіння. Певний час у шлюбі з Крузом цікавилась саєнтологією, після розлучення продовжила бути католичкою. Кілька місяців вивчала теологію в Університеті Пеппердайн в Малібу (Каліфорнія).

## Акторська кар'єра
Вперше на екрані з'явилася в 15 років у музичному відеокліпі співачки Пет Вілсон Bop Girl 1983 року. Того ж року Ніколь Кідман почала зніматися на телебаченні та в кіно, серед перших її робіт фільми «Бандити на велосипедах» і «Різдво Буша».
У 1980-х роках знялася в кількох австралійських фільмах і телепостановках — серед них найпопулярнішим став мінісеріал «Бангкок Гілтон» — історія австралійської туристки, засудженої в Таїланді на смертну кару за помилковим звинуваченням у зберіганні наркотиків. Гра Кідман вразила не тільки аудиторію, а й критиків, серіал придбали для перегляду у багатьох країнах.
У 1988 році Кідман знялася у фільмі «Смарагдове місто», поставленому за однойменною п'єсою Девіда Вільямсона. За цю роль її було номіновано на премію австралійського інституту кіно у категорії «Краща жіноча роль другого плану».
1989 року Кідман знялася у трилері «Мертвий штиль», який з успіхом пройшов у світовому прокаті. Фільм, який фінансувався компанією Warner Bros., був першим голлівудським проектом актриси, незважаючи на австралійський акторський склад і знімальну групу.

### Кар'єра у США
Після успіху «Мертвого штилю» Ніколь Кідман запросили до Голлівуду, де вона отримала роль у фільмі «Дні грому». Під час роботи зійшлася з Томом Крузом, 24 грудня 1990 одружилася з ним. Заради цього Круз покинув дружину, акторку Мімі Роджерс. Знялася з Крузом ще в двох проєктах: костюмованій сазі «Далеко-далеко» Рона Говарда (1992) і останньому фільмі Стенлі Кубрика «Із широко заплющеними очима» (1999). Невдовзі після закінчення роботи над останнім розлучилися.
У 1991 році Кідман знялася разом зі своєю колишньою однокласницею та найкращою подругою Наомі Уоттс та Тенді Ньютон у незалежному фільмі «Флірт». Кідман і Воттс зіграли школярок, що дорослішають — картина отримала премію Австралійського кінематографічного інституту в номінації «Кращий фільм». У тому ж році робота у фільмі «Біллі Батгейт» принесла Ніколь першу номінацію на премію «Золотий глобус» у категорії «Краща жіноча роль другого плану». Газета «The New York Times» назвала Ніколь «красунею з привабливим почуттям гумору».
У 1993 році зіграла головну роль у драматичному фільмі «Моє життя» разом з Майклом Кітоном та трилері «Готова на все» з Алеком Болдвіном та Біллом Пуллманом.
У блокбастері «Бетмен назавжди» грала з такими кінозірками, як Джим Керрі, Томмі Лі Джонс, Вел Кілмер, Дрю Беррімор і Кріс О'Доннел. При цьому про Кідман переважно згадували як про дружину Тома Круза. Критика звернула увагу на Кідман у 1996 році, після того, як вона знялася у сатиричній трагікомедії Ґаса Ван Сента «Померти заради» у ролі телеведучої Сюзанни Стоун-Марето. За цей фільм Кідман пророкували номінацію на «Оскар», висували на здобуття найвизначніших кінонагород Америки, вона виграла «Золотий глобус» у номінації «Найкраща акторка в мюзиклі чи комедії».
Наприкінці 1990-х Ніколь Кідман зіграла в кількох фільмах, які успішно пройшли у світовому прокаті (бойовик «Миротворець» з Джорджем Клуні і комедію-трилер «Практична магія» із Сандрою Буллок). Добре зустріли і її участь в екранізації похмурого роману Генрі Джеймса «Портрет леді», однак стрічка не мала помітного успіху у публіки.

### Зліт кар'єри
Справжній прорив стався 2001 року, коли дійшов кінця дворічний процес розлучення з Крузом і вийшов довгоочікуваний фільм-мюзикл База Лурманна «Мулен Руж!». Кідман виконала свої музичні номери в картині самостійно. Під час знімання фільму акторка зламала ребро. Кіновиробництво було призупинене, доки вона не відновилася від пошкодження; багато сцен зафільмували за екстреним графіком за участі нерухомих великих планів Кідман. Ії майстерна різноманітна гра справила сильне враження на критиків, і за цей фільм її номінували на «Оскар».
Наступним важливим етапом у кар'єрі стала роль Ґрейс Стюарт у містичному трилері Алехандро Аменабара «Інші», яка закріпила за Кідман славу кінозірки, здатної збирати повні зали в кінотеатрах. Маючи бюджет у 17 млн доларів, фільм зібрав більше 200 мільйонів у світовому прокаті та отримав прихильну критику. Гра Кідман, яка перевтілилася для цього фільму в гічкоківську блондинку штибу Грейс Келлі, була оцінена найкращими епітетами і номінована на «Золотий глобус».
Розлучення з Крузом супроводжувалося тривалою депресією. 2001 року Кідман отримує драматичну роль англійської письменниці Вірджинії Вульф у фільмі «Години» Стівена Долдрі за однойменним романом Майкла Каннінгема, що отримав Пулітцерівську премію 1999 року. Фільм (як і книга) про пов'язаних психологічним романом Вулф «Місіс Делловей» жінок зібрав першокласний акторський склад: Джуліанн Мур, Меріл Стріп, Ед Гарріс, Тоні Коллетт та Клер Дейнс. Стрічка стала однією з найгучніших прем'єр 2002 року, а Кідман отримала приз Берлінського кінофестивалю, премію БАФТА, премію «Золотий глобус» і, нарешті, «Оскар» за роль Вірджинії Вулф.

2003 рік був дуже успішним. Кідман знялася в експериментальному фільмі Ларса фон Трієра «Доґвіль», що отримав значний розголос. Реакція на стрічку була неоднозначною: в Європі «Догвіль» був відзначений серед головних досягнень кінематографу останніх років, а американська критика зустріла фільм щонайменше вороже. Того ж 2003 року Кідман виконала головну роль в екранізації роману Філіпа Рота «Заплямована репутація», де грала разом з Ентоні Гопкінсом; окрім того, на екрани вийшла епічна драма Ентоні Мінгелла «Холодна гора», де Кідман знялася з Рене Зеллвегер і Джудом Лоу. З трьох проєктів відносно успішним був останній: фільм зібрав понад 176 млн доларів у світовому прокаті й отримав 7 номінацій «Оскара».

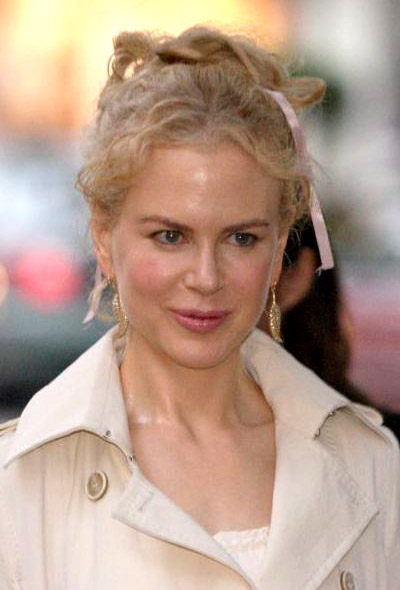
У 2006 році

З чотирьох наступних фільмів Кідман два не мали широкого успіху у публіки та критики. Кідман спробувала утвердитися в амплуа комедійної акторки і взяла участь у двох високобюджетних комедіях. Перша — «Степфордські дружини», ремейк однойменного фільму 1974 року, знятого за романом Айри Левіна. Друга — «Відьма», широкоекранна версія популярного у США телесеріалу «Зачарований», була не дуже успішною фінансово. За роль у цьому фільмі Кідман отримала антинагороду «Золота малина». 2005 року вийшов політичний трилер Сідні Поллака «Перекладачка» за участю Кідман та Шона Пенна, знята у справжніх будівлях ООН (до того в приміщення ООН не пускали жодну знімальну групу).
Особливе місце в фільмографії Кідман посідає фільм «Народження» — камерна історія, знята кліпмейкером Джонатаном Ґлейзером, за участю Денні Г'юстона, Енн Гейч, Лорен Беколл і Кемерона Брайта. Ще до прем'єри на Венеційському кінофестивалі 2004 року фільм спричинив скандал: у пресу просочилося повідомлення, що за сюжетом героїня Кідман займається сексом з 10-річним хлопчиком, і стрічку заочно звинуватили в педофілії. Ця обставина стала причиною невиходу «Народження» у широкий прокат у США. За роль Анни, яка важко переживає передчасну смерть чоловіка і стає жертвою афери хлопчика, що видає себе за реінкарнацію її чоловіка, Кідман отримала номінацію «Золотий глобус».
Кідман потрапила на 45-е місце в списку багатих знаменитостей за версією журналу «Форбс» 2005 року (її прибуток у 2004—2005 роках оцінили в 14,5 мільйонів доларів).
Восени 2006 року за участю Кідман вийшов фільм «Хутро» — кінобіографія фотографа Діани Арбус, яка знімала найдивніші і потворні прояви людської природи, і наклала на себе руки в 1971 році. Режисером картини виступив Стівен Шейнберг.
Кідман знялася у головній ролі у фільмі «Вторгнення» німецького режисера Олівера Гіршбігеля, науково-фантастичному трилері про епідемію позаземного походження.

### 2010-і—2020-і
2010 року за найкращу жіночу роль у фільмі «Кроляча нора», яку вона також спродюсувала, Ніколь Кідман номінована на премії «Золотий глобус» та «Оскар».
Ніколь Кідман зіграла разом із Ніколасом Кейджем у трилері Джоеля Шумахера — «Що приховує брехня»: картина розповідає про подружню пару, яку взяла в заручники група бандитів. Світова прем'єра стрічки відбулася 14 вересня 2011 року на кінофестивалі у Торонто.
У червні 2010 року TV Guide повідомив, що Ніколь зіграє разом із Клайвом Оуеном у фільмі студії HBO «Гемінгвей і Геллхорн», який розповідає про роман Ернеста Гемінгвея та Марти Геллхорн. Місце режисера зайняв Філіп Кауфман, зйомки почалися в лютому 2011. Прем'єра картини відбулася у 2012 році, а за виконання ролі Марти Геллхорн Кідман вкотре висувалась на премії «Золотий глобус» та «Еммі». Того ж року 65-й Каннський кінофестиваль прийняв у себе детективну драму «Газетник» режисера Лі Деніелса, роль Шарлотти Блес у якій виконала Ніколь Кідман. Провідні світові кінокритики визнали цю роль однією з найкращих у кар'єрі акторки. За складне перетворення в образ фатальної красуні Кідман була знову удостоєна номінацій на «Золотий глобус» та премію Гільдії кіноакторів США.
У 2016 році Кідман зіграла Сью Брайєрлі у драматичному фільмі «Лев», заснованому на автобіографії Сару Брайєрлі «Довга дорога додому», за яку вона знову була номінована на «Оскар».
У 2017 році Кідман удостоїлася двох премій «Еммі», як найкраща актриса у міні-серіалі чи телефільмі і як продюсер, обидві нагороди вона отримала за серіал «Велика маленька брехня». Також, у 2017 році вийшов драматичний трилер «Фатальна спокуса», в якому разом із Кідман зіграли Колін Фаррелл, Ель Фаннінг та Кірстен Данст.
Наприкінці 2018 року в прокат вийшов «Аквамен» із Ніколь Кідман у ролі Атланни, матері персонажа Джейсона Момоа.

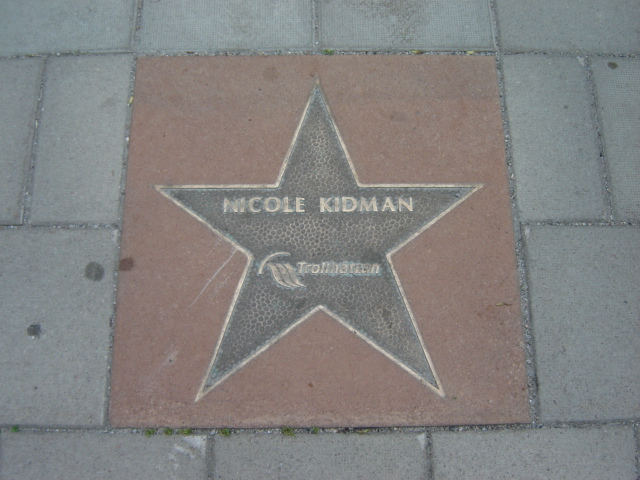
Зірка Ніколь Кідман

14 березня 2019 року в прокат вийшов трилер «Час відплати» з Ніколь Кідман у головній ролі. Фільм вже був представлений на кількох фестивалях, включаючи кінофестиваль у Торонто. За цю роль акторка була номінована на «Золотий глобус». Також у 2019 році вийшов фільм «Щиголь», адаптація роману популярної письменниці Донни Тартт, де Кідман зіграла міс Барбур. У тому ж році акторка зіграла одну з головних ролей у фільмі «Скандал», заснованому на історії про сексуальні домагання генерального директора телеканалу Fox News.
У 2020 році зіграла головну роль в міні-серіалі HBO «Знищення». Актриса не лише виконала головну роль успішного психолога з Мангеттена, за що була номінована на «Золотий глобус», а й стала виконавчою продюсеркою серіалу. У тому ж році вийшов на екрани комедійний мюзикл Раяна Мерфі «Випускний» за участі Кідман.
2021 року вийшов спродюсований нею серіал «Дев'ять ідеальних незнайомців», де Ніколь Кідман зіграла загадкову директорку елітного курорту. У тому ж році в обмежений прокат США вийшов фільм «Бути Рікардо», у якому Ніколь Кідман зіграла акторку Люсіль Болл.
У 2022 Ніколь Кідман виконала одну з головних ролей в історичному фільмі Роберта Еггерса «Варяг». У липні 2023 року на Paramount+ вийшов серіал «Спецоперації: Левиця», де одну з ролей зіграла Ніколь Кідман. У грудні 2023 року вийшла друга частина «Аквамена» за участі акторки: «Аквамен і загублене королівство».
21 січня 2024 року відбулася прем'єра серіалу «Емігранти», де Ніколь зіграла одну з головних ролей. У тому ж році виконала роль впливової бізнесвумен, яка вступає в садомазохістські сексуальні відносини зі своїм стажером, в еротичному трилері «Хороша погана дівчинка». За цю роль була нагороджена кубком Вольпі за найкращу жіночу роль Венеційського міжнародного кінофестивалю.

## Музична діяльність
Ніколь Кідман відома і як співачка. Вона виконала свої партії в фільмі «Мулен Руж!» , а записаний з британським співаком Роббі Вільямсом сингл Somethin’ Stupid посів перше місце в британському чарті і протримався там 3 тижні поспіль. Ця пісня також очолювала хіт-паради у в Новій Зеландії, Португалії та країнах Європи.
2012 року Кідман озвучила аудіокнигу «До маяка» британської феміністської письменниці Вірджинії Вульф, яка входить у перелік «100 найкращих романів модерністської літератури».

## Особисте життя
Ніколь виховувалась у католицькій сім'ї та продовжує практикувати католицтво. Вона відвідувала каплицю Мері Маккіллоп у Північному Сіднеї.
Мала стосунки з австралійським актором Маркусом Гремом і партнером по фільму «Вітровий дріждж» Томом Берлінсоном. Фільм «Холодна гора» приніс чутки, що причиною розпаду шлюбу став роман між Кідман і колегою по фільму Джудом Лоу. Обидва заперечували звинувачення. Вона почала зустрічатися з музикантом Ленні Кравіцем у 2003 році, перш ніж заручитися з ним, але зрештою вони вирішили розірвати заручини. Також мала стосунки з репером Q-Tip.
Була одружена з актором Томом Крузом з 1990 по 2001 рік. Познайомилася з ним у 1989 році під час роботи у фільмі «Дні грому», в якому вони грали головні ролі. У шлюбі удочерила Ізабеллу (1992 року народження) та сина Коннора (1995). 5 лютого 2001 року прессекретар пари оголосив про їхнє розлучення. Через два дні Круз подав на розлучення, і пізніше того ж року шлюб було розірвано, посилаючись на непримиренні розбіжності. Кідман пережила позаматкову вагітність на початку шлюбу і викидень наприкінці шлюбу.
В 2005 році на G'Day LA, події на честь австралійців, познайомилася з кантрі-співаком Кітом Урбаном. 25 червня 2006 року одружилася з ним у меморіальній каплиці кардинала Черретті на території маєтку Святого Патріка, Менлі, Сідней. Вони мають будинки в Нешвіллі (Теннессі, США), Беверлі-Гіллз (Каліфорнія, США), дві квартири в Сіднеї (Новий Південний Уельс, Австралія), фермерський будинок у Саттон-Форест (Новий Південний Уельс, Австралія) та квартиру на Мангеттені (Нью-Йорк). В 2008 році в Нешвіллі народила дочку Сандей Роуз. У 2010 році народилася донька пари Фейт Маргарет через гестаційне сурогатне материнство в жіночій лікарні Centennial Нашвілла.
Зріст Ніколь — 180 сантиметрів, натуральний колір волосся — світло-рудий (останні кілька років акторка з'являлася на публіці здебільшого блондинкою).

## Політичний та громадський активізм
Ніколь Кідман активно підтримує Австралійський театр для молоді в Сіднеї. Свою співпрацю з театром вона почала 1982 року. 1993 року прийняла прохання стати амбасадоркою компанії, а 2000 року стала головною фінансовою спонсоркою театру разом з Fox Studios і Nine Network.

### Підтримка дітей
Під час зйомок в Румунії 2002 року Кідман побачила тяжке становище тисяч сиріт та покинутих дітей в цій країні. З 2003 року Кідман стала меценаткою щорічного збору коштів FARA, організації, яка підтримувала дітей в Румунії. Також брала участь у благодійних заходах організації.
Кідман збирала гроші для знедолених дітей по всьому світу та привертала до них увагу. 1994 року вона була призначена амбасадоркою доброї волі від ЮНІСЕФ. Ніколь Кідман також є послом ЮНІСЕФ в Австралії та амбасадоркою Сіднейської дитячої лікарні Рендвік. Вона контактувала та підтримувала пацієнтів та їхні сім'ї, робила фінансові внески в лікарню.

### Насильство проти жінок
Кідман виступає за права жінок. Вона виголосила промову перед Комітетом палати представників США із закордонних справ на підтримку міжнародного закону про протидію насильству проти жінок. Кідман назвала насильство проти жінок «найбільш систематичним і поширеним порушенням прав людини у світі. Ця проблема зачіпає кожну третю жінку». З 2006 року Ніколь Кідман є амбасадоркою доброї волі від фонду ООН-Жінки (структура ООН з питань гендерної рівності та розширення прав і можливостей жінок). Вона також брала участь у зборі коштів кампаній, які стосуються боротьби з насильством проти жінок.

### Рак молочної залози та жіноче здоров'я
2006 року Кідман приєдналася до «Little Tee Campaign», що збирає гроші для підтримки жінок, які лікуються від раку молочної залози. Кідман брала участь в створенні дизайну футболок та жилетів, щоб зібрати гроші від продажу на благодійність. Вона з іншими акторами брала участь в зборі коштів на дослідження РМЗ.
Брала участь в кампаніях для збільшення фінансування досліджень та підвищення рівня обізнаності щодо раку у жінок. Крім цього, була першою головою правління Фонду жіночого здоров'я в університеті Лос-Анджелеса (UCLA). Участь Кідман в іншій кампанії, «Ключ до лікування», допомогла зібрати 400 тисяч доларів для безпосередньої підтримки клінічних досліджень раку серед жінок. Її участь 2003 року в щорічній благодійній вечері «Незабутній вечір» у Лос-Анджелесі (кампанія для збору коштів на дослідження жіночого раку) допомогла зібрати 9 мільйонів доларів на програми в Лос-Анджелесі (включаючи UCLA) і 2,7 мільйона доларів на такі програми по всій країні.

## Фільмографія

### Кінофільми
| Рік  |    | Українська назва                      | Оригінальна назва               | Роль                         |
| ---- | -- | ------------------------------------- | ------------------------------- | ---------------------------- |
| 1983 | ф  | Бандити на велосипедах                | BMX Bandits                     | Джуді                        |
| 1983 | ф  | Різдво Буша                           | Bush Christmas                  | Хелен Томпсон                |
| 1985 | ф  | Уіллс і Берк                          | Wills & Burke                   | Джулія Метьюз                |
| 1986 | ф  | Приборкуючи хвилі                     | Windrider                       | Джейд                        |
| 1987 | ф  | Бітова частина                        | The Bit Part                    | Мері Макалістер              |
| 1988 | ф  | Смарагдове місто                      | Emerald City                    | Хелен Дейві                  |
| 1989 | ф  | Мертвий штиль                         | Dead Calm                       | Рей Інґрем                   |
| 1990 | ф  | Дні грому                             | Days of Thunder                 | Клер Левицькі                |
| 1991 | ф  | Флірт                                 | Flirting                        | Нікола Редкліф               |
| 1991 | ф  | Біллі Батгейт                         | Billy Bathgate                  | Дрю Престон                  |
| 1992 | ф  | Далека країна                         | Far and Away                    | Шенон Крісті                 |
| 1993 | ф  | Здатна на все                         | Malice                          | Трейсі Кенсінґер             |
| 1993 | ф  | Моє життя                             | My Life                         | Ґейл Джонс                   |
| 1995 | ф  | Бетмен назавжди                       | Batman Forever                  | доктор Чейз Мерідієн         |
| 1995 | ф  | Померти заради                        | To Die for                      | Сюзан Стоун-Маретто          |
| 1996 | ф  | Портрет леді                          | The Portrait of a Lady          | Ізабель Арчер                |
| 1997 | ф  | Миротворець                           | The Peacemaker                  | доктор Джулія Келлі          |
| 1998 | ф  | Практична магія                       | Practical Magic                 | Джилліан Оуенс               |
| 1999 | ф  | Із широко заплющеними очима           | Eyes Wide Shut                  | Еліс Герфорд                 |
| 2001 | ф  | Мулен Руж!                            | Moulin Rouge!                   | Сатін                        |
| 2001 | ф  | Інші                                  | The Others                      | Ґрейс Стюарт                 |
| 2001 | ф  | Іменинниця                            | Birthday Girl                   | Надя / Софія                 |
| 2002 | ф  | Години                                | The Hours                       | Вірджинія Вульф              |
| 2002 | ф  | Тривожна кімната                      | Panic Room                      | дівчина Стівена (лише голос) |
| 2003 | ф  | Доґвіль                               | Dogville                        | Ґрейс Маргарет Малліґан      |
| 2003 | ф  | Заплямована репутація                 | The Human Stain                 | Фавнія Фарлі                 |
| 2003 | ф  | Холодна гора                          | Cold Mountain                   | Ада Монро                    |
| 2004 | ф  | Степфордські дружини                  | The Stepford Wives              | Джоанна Ебергарт             |
| 2004 | ф  | Народження                            | Birth                           | Анна                         |
| 2005 | ф  | Перекладачка                          | The Interpreter                 | Сильвія Брук                 |
| 2005 | ф  | Чаклунка                              | Bewitched                       | Ізабель Біґелов              |
| 2006 | ф  | Хутро                                 | Fur                             | Діана Арбус                  |
| 2006 | мф | Веселі ніжки                          | Happy Feet                      | Норма Джин (озвучення)       |
| 2007 | ф  | Вторгнення                            | The Invasion                    | Керол Беннел                 |
| 2007 | ф  | Марґо на весіллі                      | Margot at the Wedding           | Марґо Зеллер                 |
| 2007 | ф  | Золотий компас                        | The Golden Compass              | Місіс Коултер                |
| 2008 | ф  | Австралія                             | Australia                       | леді Сара Ешлі               |
| 2009 | ф  | Дев'ять                               | Nine                            | Клавдія                      |
| 2010 | ф  | Кроляча нора                          | Rabbit Hole                     | Бекка Корбетт                |
| 2011 | ф  | Дружина напрокат                      | Just Go with It                 | Девлін Адамс                 |
| 2011 | ф  | Що приховує брехня                    | Trespass                        | Сара Міллер                  |
| 2012 | ф  | Газетяр                               | Paperboy                        | Шарлотта Брес                |
| 2013 | ф  | Стокер                                | Stoker                          | Евелін Стокер                |
| 2013 | ф  | Відплата                              | The Railway Man                 | Патті Ломакс                 |
| 2014 | ф  | Принцеса Монако                       | Grace of Monaco                 | Грейс Келлі                  |
| 2014 | ф  | Перш, ніж я засну                     | Before I Go to Sleep            | Крістін Лукас                |
| 2014 | ф  | Пригоди Паддінгтона                   | Paddington                      | Міллісент Клайд              |
| 2015 | ф  | Чужа земля                            | Strangerland                    | Кетрін Паркер                |
| 2015 | ф  | Королева пустелі                      | Queen of the Desert             | Гертруда Белл                |
| 2015 | ф  | Сімейне ікло                          | The Family Fang                 | Енні Фенг                    |
| 2015 | мф | Хранителі Дверей                      | Xiao men shen                   | Лулі (англ. дубляж)          |
| 2015 | ф  | Секрет у їхніх очах                   | Secret in Their Eyes            | Клер                         |
| 2016 | ф  | Геній                                 | Genius                          | Елін Бернстайн               |
| 2016 | ф  | Лев                                   | Lion                            | Сью Брірлі                   |
| 2017 | ф  | Як розмовляти з дівчатами на вечірках | How to Talk to Girls at Parties | Королева Боадіцея            |
| 2017 | ф  | Убивство священного оленя             | The Killing of a Sacred Deer    | Енн Мерфі                    |
| 2017 | ф  | Обдурений                             | The Beguiled                    | Марта Фартсворт              |
| 2017 | ф  | 1+1: Нова історія                     | The Upside                      | Івонна Пендлтон              |
| 2018 | ф  | Час відплати                          | Destroyer                       | Ерін Белл                    |
| 2018 | ф  | Зниклий хлопчик                       | Boy Erased                      | Ненсі                        |
| 2018 | ф  | Аквамен                               | Aquaman                         | Атланна                      |
| 2019 | ф  | Щиголь                                | The Goldfinch                   | Саманта Барбур               |
| 2019 | ф  | Сенсація                              | Bombshell                       | Гретхен Карлсон              |
| 2020 | ф  | Випускний                             | The Prom                        | Енджі Дікінсон               |
| 2021 | ф  | Бути Рікардо                          | Being the Ricardos              | Люсіль Болл                  |
| 2022 | ф  | Варяг                                 | The Northman                    | королева Гюдрун              |
| 2023 | ф  | Аквамен і загублене королівство       | Aquaman and the Lost Kingdom    | Атланна                      |
| 2024 | ф  | Сімейна справа                        | A Family Affair                 | Брук Харвуд                  |
| 2024 | ф  | Хороша погана дівчинка                | Babygirl                        | Ромі                         |
| 2024 | мф | Зачаровані                            | Spellbound                      | Королева Елсмір (озвучення)  |
| 2025 | ф  | Голланд                               | Holland                         | Ненсі Вандергрут             |
| 2026 | ф  | Практична магія 2                     | Practical Magic 2               | Джилліан Оуенс               |

### Телебачення
| Рік       |    | Українська назва              | Оригінальна назва       | Роль                                                  |
| --------- | -- | ----------------------------- | ----------------------- | ----------------------------------------------------- |
| 1984      | с  | Нагінка через ніч             | Chase Through the Night | Петра (5 епізодів)                                    |
| 1984      | тф | До кісткового мозку           | Skin Deep               | Шина Гендерсон                                        |
| 1984      | тф | Метью і син                   | Matthew and Son         | Бріджит Елліот                                        |
| 1984      | с  | A Country Practice            | A Country Practice      | Сімона (2 епізоди)                                    |
| 1985      | с  | П'ятимильний струмок          | Five Mile Creek         | Енні (12 епізодів)                                    |
| 1985      | тф | Арчер                         | Archer                  | Кетрін                                                |
| 1987      | с  | В'єтнам                       | Vietnam                 | Меган Ґоддард (5 епізодів)                            |
| 1988      | тф | Ніч танцюючих тіней           | Watch the Shadows Dance | Емі Ґебріел                                           |
| 1989      | с  | Бангкок Гілтон                | Bangkok Hilton          | Катріна Стентон (3 епізоди)                           |
| 1993      | с  | СНЛ                           | Saturday Night Live     | гість (Епізод: «Nicole Kidman / Stone Temple Pilots») |
| 2011      | с  | Вулиця Сезам                  | Sesame Street           | гість (Епізод: «Super Maria»)                         |
| 2012      | тф | Гемінґвей та Ґеллгорн         | Hemingway and Gellhorn  | Марта Ґеллгорн                                        |
| 2017—2019 | с  | Велика маленька брехня        | Big Little Lies         | Селеста Райт (14 епізодів)                            |
| 2017      | с  | Вершина озера                 | Top of the Lake         | Джулія Едвардс (6 епізодів)                           |
| 2020      | с  | Знищення                      | The Undoing             | Грейс Фрейзер (6 епізодів)                            |
| 2021—2025 | с  | Дев'ять ідеальних незнайомців | Nine Perfect Strangers  | Маша (16 епізодів)                                    |
| 2023—2024 | с  | Спецоперації: Левиця          | Special Ops: Lioness    | Кейтлін Мід (16 епізодів)                             |
| 2024      | с  | Емігранти                     | Expats                  | Маргарет Ву (6 епізодів)                              |
| 2024      | с  | Чудова пара                   | The Perfect Couple      | Ґрір Гаррісон Вінбері (6 епізодів)                    |

## Нагороди та номінації
| Нагорода                               | Рік  | Категорія                                                                              | Робота                        | Результат |
| -------------------------------------- | ---- | -------------------------------------------------------------------------------------- | ----------------------------- | --------- |
| Оскар                                  | 2002 | Найкраща жіноча роль                                                                   | Мулен Руж!                    | Номінація |
| Оскар                                  | 2003 | Найкраща жіноча роль                                                                   | Години                        | Перемога  |
| Оскар                                  | 2011 | Найкраща жіноча роль                                                                   | Кроляча нора                  | Номінація |
| Оскар                                  | 2017 | Найкраща жіноча роль другого плану                                                     | Лев                           | Номінація |
| Оскар                                  | 2022 | Найкраща жіноча роль                                                                   | Бути Рікардо                  | Номінація |
| БАФТА                                  | 1996 | Найкраща жіноча роль                                                                   | Померти заради                | Номінація |
| БАФТА                                  | 2002 | Найкраща жіноча роль                                                                   | Інші                          | Номінація |
| БАФТА                                  | 2003 | Найкраща жіноча роль                                                                   | Години                        | Перемога  |
| БАФТА                                  | 2017 | Найкраща жіноча роль другого плану                                                     | Лев                           | Номінація |
| Золотий глобус                         | 1992 | Найкраща жіноча роль другого плану                                                     | Біллі Батґейт                 | Номінація |
| Золотий глобус                         | 1996 | Найкраща жіноча роль — комедія або мюзикл                                              | Померти заради                | Перемога  |
| Золотий глобус                         | 2002 | Найкраща жіноча роль — комедія або мюзикл                                              | Мулен Руж!                    | Перемога  |
| Золотий глобус                         | 2002 | Найкраща жіноча роль — драма                                                           | Інші                          | Номінація |
| Золотий глобус                         | 2003 | Найкраща жіноча роль — драма                                                           | Години                        | Перемога  |
| Золотий глобус                         | 2004 | Найкраща жіноча роль — драма                                                           | Холодна гора                  | Номінація |
| Золотий глобус                         | 2005 | Найкраща жіноча роль — драма                                                           | Народження                    | Номінація |
| Золотий глобус                         | 2011 | Найкраща жіноча роль — драма                                                           | Кроляча нора                  | Номінація |
| Золотий глобус                         | 2013 | Найкраща жіноча роль у мінісеріалі або телефільмі                                      | Гемінґвей та Ґеллгорн         | Номінація |
| Золотий глобус                         | 2013 | Найкраща жіноча роль другого плану                                                     | Газетяр                       | Номінація |
| Золотий глобус                         | 2017 | Найкраща жіноча роль другого плану                                                     | Лев                           | Номінація |
| Золотий глобус                         | 2018 | Найкраща жіноча роль у мінісеріалі або телефільмі                                      | Велика маленька брехня        | Перемога  |
| Золотий глобус                         | 2019 | Найкраща жіноча роль — драма                                                           | Час відплати                  | Номінація |
| Золотий глобус                         | 2020 | Найкраща жіноча роль у телесеріалі — драма                                             | Велика маленька брехня        | Номінація |
| Золотий глобус                         | 2021 | Найкраща жіноча роль у мінісеріалі або телефільмі                                      | Знищення                      | Номінація |
| Золотий глобус                         | 2022 | Найкраща жіноча роль — драма                                                           | Бути Рікардо                  | Перемога  |
| Золотий глобус                         | 2025 | Найкраща жіноча роль — драма                                                           | Хороша погана дівчинка        | Номінація |
| Еммі                                   | 2012 | Найкраща жіноча роль у мінісеріалі або телефільмі                                      | Гемінґвей та Ґеллгорн         | Номінація |
| Еммі                                   | 2017 | Найкраща жіноча роль у мінісеріалі або телефільмі                                      | Велика маленька брехня        | Перемога  |
| Еммі                                   | 2017 | Найкращий мінісеріал                                                                   | Велика маленька брехня        | Перемога  |
| Премія Гільдії кіноакторів США         | 2002 | Найкращий акторський склад у кіно                                                      | Мулен Руж!                    | Номінація |
| Премія Гільдії кіноакторів США         | 2003 | Найкраща жіноча роль                                                                   | Години                        | Номінація |
| Премія Гільдії кіноакторів США         | 2003 | Найкращий акторський склад у кіно                                                      | Години                        | Номінація |
| Премія Гільдії кіноакторів США         | 2010 | Найкращий акторський склад у кіно                                                      | Дев'ять                       | Номінація |
| Премія Гільдії кіноакторів США         | 2011 | Найкраща жіноча роль                                                                   | Кроляча нора                  | Номінація |
| Премія Гільдії кіноакторів США         | 2013 | Найкраща жіноча роль другого плану                                                     | Газетяр                       | Номінація |
| Премія Гільдії кіноакторів США         | 2013 | Найкраща жіноча роль у мінісеріалі або телефільмі                                      | Гемінґвей та Ґеллгорн         | Номінація |
| Премія Гільдії кіноакторів США         | 2016 | Найкраща жіноча роль у мінісеріалі або телефільмі                                      | Принцеса Монако               | Номінація |
| Премія Гільдії кіноакторів США         | 2017 | Найкраща жіноча роль другого плану                                                     | Лев                           | Номінація |
| Премія Гільдії кіноакторів США         | 2018 | Найкраща жіноча роль у мінісеріалі або телефільмі                                      | Велика маленька брехня        | Перемога  |
| Премія Гільдії кіноакторів США         | 2020 | Найкращий акторський склад у драматичному серіалі                                      | Велика маленька брехня        | Номінація |
| Премія Гільдії кіноакторів США         | 2020 | Найкраща жіноча роль другого плану                                                     | Сенсація                      | Номінація |
| Премія Гільдії кіноакторів США         | 2020 | Найкращий акторський склад у кіно                                                      | Сенсація                      | Номінація |
| Премія Гільдії кіноакторів США         | 2021 | Найкраща жіноча роль у мінісеріалі або телефільмі                                      | Знищення                      | Номінація |
| Премія Гільдії кіноакторів США         | 2022 | Найкраща жіноча роль                                                                   | Бути Рікардо                  | Номінація |
| Супутник                               | 2000 | Найкраща жіноча роль — драма                                                           | Із широко заплющеними очима   | Номінація |
| Супутник                               | 2002 | Найкраща жіноча роль — драма                                                           | Інші                          | Номінація |
| Супутник                               | 2002 | Найкраща жіноча роль — комедія або мюзикл                                              | Мулен Руж!                    | Перемога  |
| Супутник                               | 2003 | Найкраща жіноча роль — драма                                                           | Години                        | Номінація |
| Супутник                               | 2007 | Найкраща жіноча роль — комедія або мюзикл                                              | Марґо на весіллі              | Номінація |
| Супутник                               | 2009 | Найкращий акторський склад — кінофільм                                                 | Дев'ять                       | Перемога  |
| Супутник                               | 2010 | Найкраща жіноча роль — драма                                                           | Кроляча нора                  | Номінація |
| Супутник                               | 2012 | Найкраща жіноча роль у мінісеріалі або телефільмі                                      | Гемінґвей та Ґеллгорн         | Номінація |
| Супутник                               | 2017 | Найкраща жіноча роль другого плану — кінофільм                                         | Лев                           | Номінація |
| Супутник                               | 2018 | Найкраща жіноча роль у мінісеріалі або телефільмі                                      | Велика маленька брехня        | Номінація |
| Супутник                               | 2019 | Найкраща жіноча роль — драма                                                           | Час відплати                  | Номінація |
| Супутник                               | 2019 | Найкраща жіноча роль другого плану — кінофільм                                         | Зниклий хлопчик               | Номінація |
| Супутник                               | 2019 | Найкраща жіноча роль другого плану — кінофільм                                         | Сенсація                      | Номінація |
| Супутник                               | 2021 | Найкраща жіноча роль у мінісеріалі або телефільмі                                      | Знищення                      | Номінація |
| Супутник                               | 2021 | Найкраща жіноча роль другого плану — кінофільм                                         | Випускний                     | Номінація |
| Супутник                               | 2022 | Найкраща жіноча роль — драма                                                           | Бути Рікардо                  | Номінація |
| Супутник                               | 2022 | Найкраща жіноча роль у телесеріалі — драма / жанр                                      | Дев'ять ідеальних незнайомців | Номінація |
| Кінопремія «Вибір критиків»            | 1996 | Найкраща акторка                                                                       | Померти заради                | Перемога  |
| Кінопремія «Вибір критиків»            | 2002 | Найкраща акторка                                                                       | Мулен Руж!                    | Номінація |
| Кінопремія «Вибір критиків»            | 2003 | Найкраща акторка                                                                       | Години                        | Номінація |
| Кінопремія «Вибір критиків»            | 2003 | Найкращий акторський склад                                                             | Години                        | Номінація |
| Кінопремія «Вибір критиків»            | 2004 | Найкраща акторка                                                                       | Холодна гора                  | Номінація |
| Кінопремія «Вибір критиків»            | 2011 | Найкраща акторка                                                                       | Кроляча нора                  | Номінація |
| Кінопремія «Вибір критиків»            | 2016 | Найкраща акторка другого плану                                                         | Лев                           | Номінація |
| Кінопремія «Вибір критиків»            | 2019 | Найкраща акторка другого плану                                                         | Час відплати                  | Номінація |
| Кінопремія «Вибір критиків»            | 2022 | Найкраща акторка                                                                       | Бути Рікардо                  | Номінація |
| Вибір телевізійних критиків            | 2018 | Найкраща жіноча роль у мінісеріалі або телефільмі                                      | Велика маленька брехня        | Перемога  |
| Вибір телевізійних критиків            | 2020 | Найкраща жіноча роль у драматичному серіалі                                            | Велика маленька брехня        | Номінація |
| Берлінський кінофестиваль              | 2003 | Премія «Срібний ведмідь» за найкращу жіночу роль (разом із Меріл Стріп і Джуліанн Мур) | Години                        | Перемога  |
| Премія Асоціації телевізійних критиків | 2017 | Індивідуальні досягнення в драмі                                                       | Велика маленька брехня        | Номінація |
| Премія Асоціації телевізійних критиків | 2017 | Видатні досягнення в телефільмах або мінісеріалах                                      | Велика маленька брехня        | Номінація |
| Незалежний дух                         | 2011 | Найкраща жіноча роль                                                                   | Кроляча нора                  | Номінація |
| Сатурн                                 | 1990 | Найкраща акторка                                                                       | Мертвий штиль                 | Номінація |
| Сатурн                                 | 1996 | Найкраща акторка                                                                       | Померти заради                | Номінація |
| Сатурн                                 | 2002 | Найкраща акторка                                                                       | Інші                          | Перемога  |
| Сатурн                                 | 2005 | Найкраща акторка                                                                       | Народження                    | Номінація |
| Сатурн                                 | 2013 | Найкраща акторка другого плану                                                         | Газетяр                       | Номінація |
| Сатурн                                 | 2014 | Найкраща акторка другого плану                                                         | Стокер                        | Номінація |
| Сатурн                                 | 2019 | Найкраща акторка                                                                       | Час відплати                  | Номінація |